# Cadarian Raines
Cadarian Raines (Petersburg, 12 ottobre 1990) è un cestista statunitense.